# Henneberg (Berg)
Der Henneberg ist eine 126,6 m ü. NHN hohe Erhebung der Magdeburger Börde im Stadtgebiet von Wanzleben-Börde im sachsen-anhaltischen Landkreis Börde.

## Geographische Lage
Der Henneberg erhebt sich etwa im Zentrum der Magdeburger Börde direkt ostsüdöstlich des Dorfes Blumenberg, einem südsüdöstlichen Ortsteil von Wanzleben-Börde. Im benachbarten Gemeindegebiet von Sülzetal liegt 4 km ostnordöstlich des Gipfels Langenweddingen und 3,6 km südlich Schwaneberg. Östlich des Hennebergs entspringt die Sülze, und nordwestlich vorbei fließt die Sarre. Nordöstlich vorbei verläuft die Bundesstraße 246a und nördlich die unter anderem durch Blumenberg führende Bahnstrecke Magdeburg–Thale.
Vom Gipfel des Hennebergs den Westhang hinab erstreckt sich ein kleines Gehölz. Ein Bereich der Erhebung wird als Thingplatz bezeichnet. Auch eine Kiesgrube und eine Mülldeponie sind vorhanden.

## Veranstaltungen
Der Henneberg erlebte mehrere größere Kulturveranstaltungen. Die Lehrerschaft des damaligen Landkreises Wanzleben veranstaltete am 2. September 1928 ein Heimatfest auf dem Erhebung. Es wurden mit mehr als 2000 Kindern vor 4000 Zuschauern zwei Stücke des Heimatdichters Waldemar Uhde aufgeführt. Als Vorspiel wurde das Wiesenfestspiel gezeigt. Es folgte das Festspiel Dat Hollekind. 1936 veranstaltete man ein Bergturnfest mit 800 Teilnehmern.

## Aussichtsmöglichkeiten
Der Henneberg ermöglicht eine weite Sicht über in die flache Magdeburger Börde. In einem Bericht aus dem Jahr 1928 wird angegeben, dass man vom Henneberg noch zehn Windmühlen sehen konnte. 1930 wird berichtet, dass man vom Berg noch 60 Fabrikschornsteine erkennen konnte.